# Чиссоне
Чіссоне (італ. Cissone, п'єм. Cisson) — муніципалітет в Італії, у регіоні П'ємонт,  провінція Кунео.
Чіссоне розташоване на відстані близько 470 км на північний захід від Рима, 65 км на південний схід від Турина, 45 км на північний схід від Кунео.
Населення — 83 особи (2014).
Покровитель — Santa Lucia.

## Демографія
Населення за роками:

Станом на 1 січня 2023 року в муніципалітеті офіційно проживало 6 іноземців з 4 країн, серед них 4 громадяни країн Євросоюзу.

## Сусідні муніципалітети
- Боссоласко
- Дольяні
- Роддіно
- Серравалле-Ланге